# Chassigny
Pour les articles homonymes, voir Chassigny (homonymie).
Chassigny est une commune française située dans le département de la Haute-Marne, en région Grand Est. Elle est membre de la Communauté de communes d'Auberive, Vingeanne et Montsaugeonnais (C.C.A.V.M.).

## Géographie
La commune a une superficie de 15,89 km2 et son altitude varie entre 290 et 373 m. Plusieurs cours d'eau parcourent la commune avec une particularité : tous disparaissent sous terre (« andouzoirs ») à l'intérieur du finage. Les principaux sont le ru de Chassigny, le ru Premier et le ru de la Louchière. L'andouzoir du ru de la Louchière est le plus spectaculaire car le ruisseau disparaît dans un petit cirque dont les parois abruptes l'empêchent de s'écouler.

### Localisation
- La grande faille de Chassigny.
- Les Andouzoirs.

### Hydrographie
La commune est dans le bassin versant de la Saône au sein du bassin Rhône-Méditerranée-Corse. Elle est drainée par le ru de Chassigny, le ru le de la Louchère et le ru le Premier Ruisseau.
Le ru de Chassigny, d'une longueur de 11 km, prend sa source dans la commune de Noidant-Chatenoy et disparaît en milieu souterrain  à Dommarien, après avoir traversé six communes. 

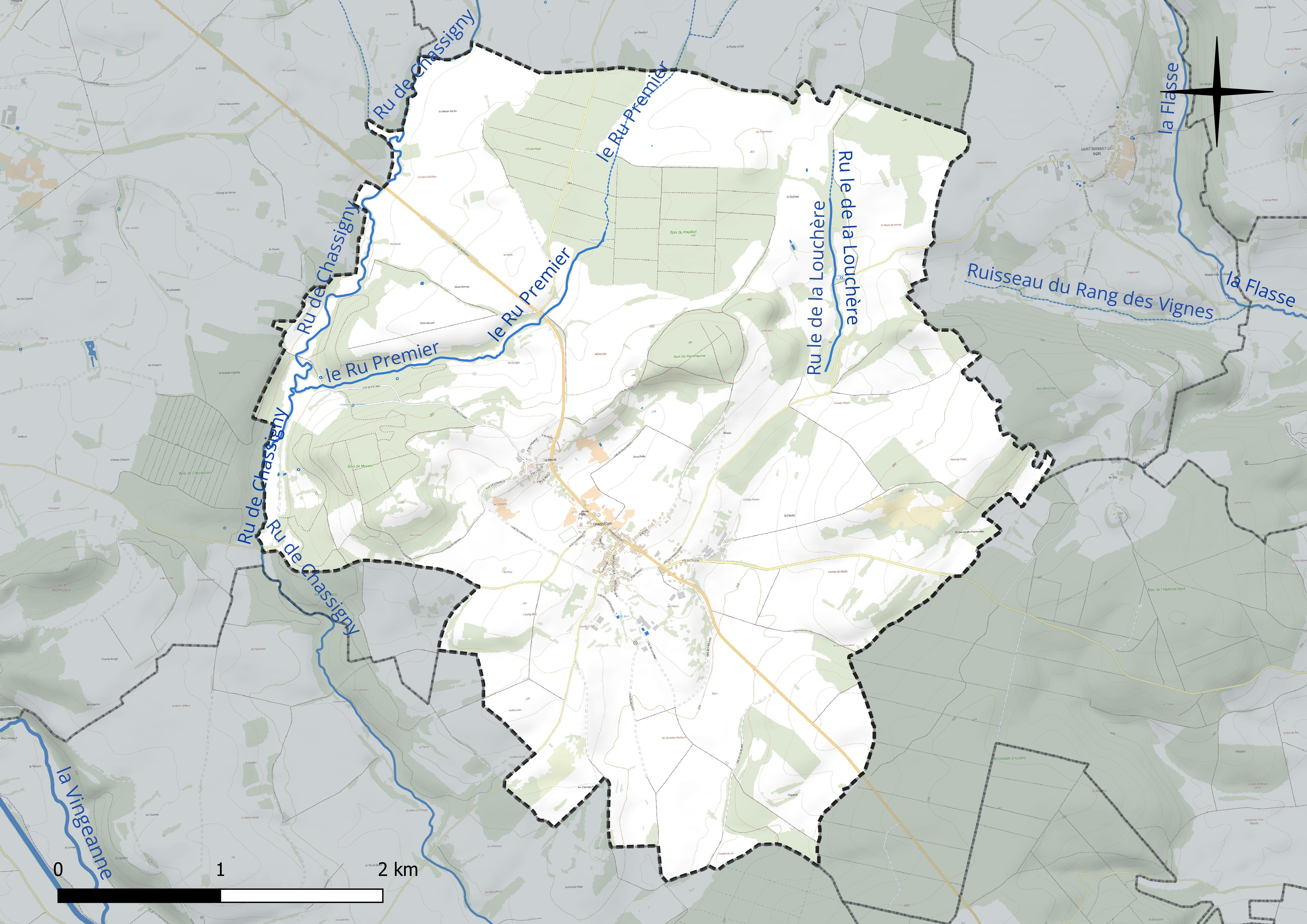
Réseau hydrographique de Chassigny.

### Climat
Pour des articles plus généraux, voir Climat du Grand Est et Climat de la Haute-Marne.
En 2010, le climat de la commune est de type climat des marges montargnardes, selon une étude du Centre national de la recherche scientifique s'appuyant sur une série de données couvrant la période 1971-2000. En 2020, Météo-France publie une typologie des climats de la France métropolitaine dans laquelle la commune est exposée à un climat océanique altéré et est dans la région climatique  Lorraine, plateau de Langres, Morvan, caractérisée par un hiver rude (1,5 °C), des vents modérés et des brouillards fréquents en automne et hiver. 
Pour la période 1971-2000, la température annuelle moyenne est de 9,8 °C, avec une amplitude thermique annuelle de 17,3 °C. Le cumul annuel moyen de précipitations est de 881 mm, avec 12,6 jours de précipitations en janvier et 8,7 jours en juillet. Pour la période 1991-2020, la température moyenne annuelle observée sur la station météorologique de Météo-France la plus proche, « Coublanc », sur la commune de Coublanc à 6 km à vol d'oiseau, est de 10,9 °C et le cumul annuel moyen de précipitations est de 926,7 mm. 
La température maximale relevée sur cette station est de 41 °C, atteinte le 25 juillet 2019 ; la température minimale est de −26 °C, atteinte le 9 janvier 1985,,. 
Les paramètres climatiques de la commune ont été estimés pour le milieu du siècle (2041-2070) selon différents scénarios d'émission de gaz à effet de serre à partir des nouvelles projections climatiques de référence DRIAS-2020. Ils sont consultables sur un site dédié publié par Météo-France en novembre 2022.

## Urbanisme

### Typologie
Au 1er janvier 2024, Chassigny est catégorisée commune rurale à habitat dispersé, selon la nouvelle grille communale de densité à sept niveaux définie par l'Insee en 2022.
Elle est située hors unité urbaine. Par ailleurs la commune fait partie de l'aire d'attraction de Langres, dont elle est une commune de la couronne,. Cette aire, qui regroupe 77 communes, est catégorisée dans les aires de moins de 50 000 habitants,.

### Occupation des sols
L'occupation des sols de la commune, telle qu'elle ressort de la base de données européenne d’occupation biophysique des sols Corine Land Cover (CLC), est marquée par l'importance des territoires agricoles (71,6 % en 2018), en diminution par rapport à 1990 (72,7 %). La répartition détaillée en 2018 est la suivante : 
terres arables (52 %), forêts (23,8 %), prairies (19 %), zones urbanisées (2,8 %), milieux à végétation arbustive et/ou herbacée (1,8 %), zones agricoles hétérogènes (0,6 %). L'évolution de l’occupation des sols de la commune et de ses infrastructures peut être observée sur les différentes représentations cartographiques du territoire : la carte de Cassini (XVIIIe siècle), la carte d'état-major (1820-1866) et les cartes ou photos aériennes de l'IGN pour la période actuelle (1950 à aujourd'hui).

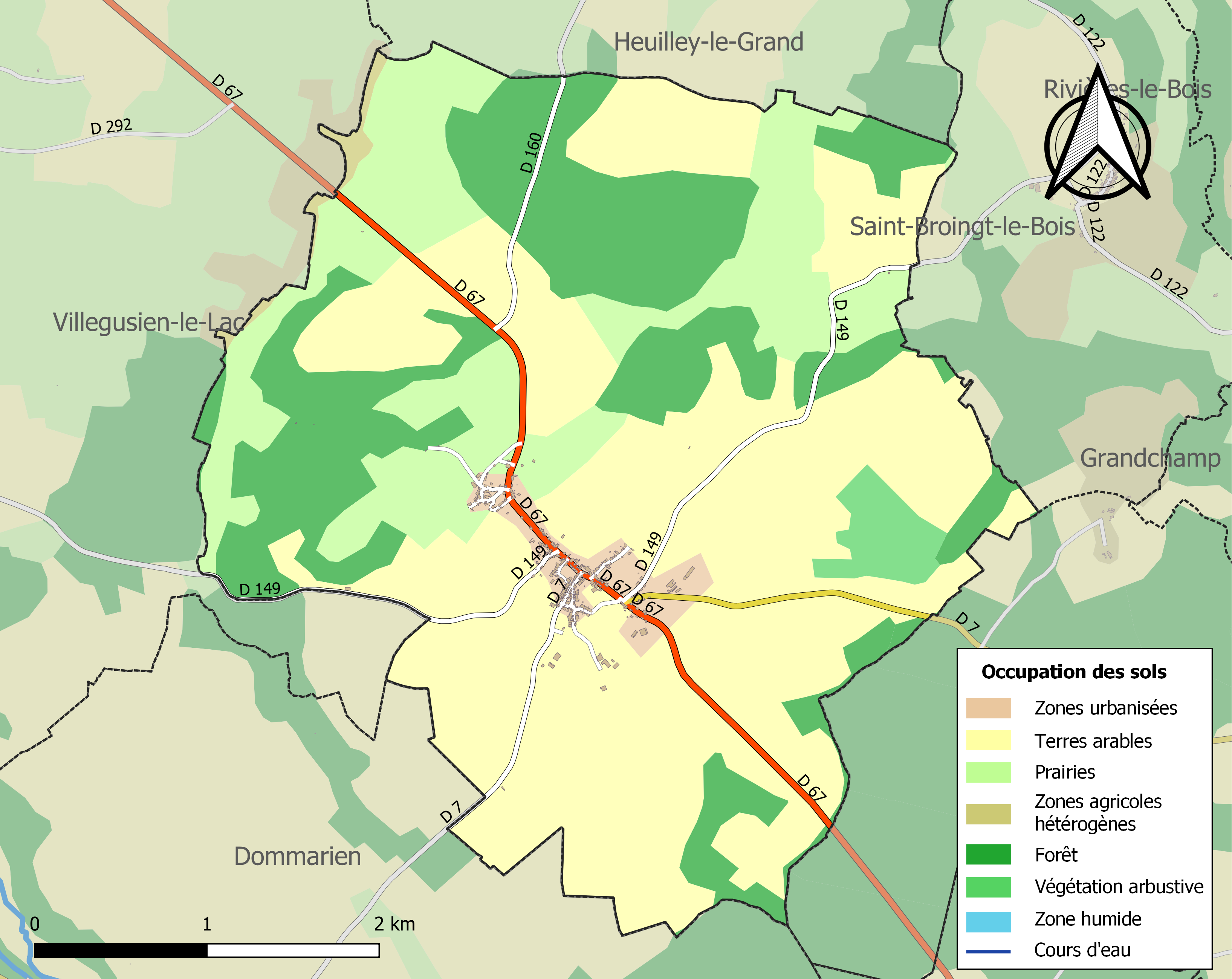
Carte des infrastructures et de l'occupation des sols de la commune en 2018 (CLC).

## Toponymie
Le nom de la localité est attesté sous les formes Chessegnei (1196) ; Chaissené (1202) ; Chassigneium (1223) ; Chassigneyum (1289) ; Chassigny, Chassigney (1336) ; Chasseigney (1381) ; Chassegny (1563).

Chassagny serait issu du nom d'un Gallo-Romain Cassanius  lui même dérivé de Cassanos signifiant « chênes » ou de Cassanea signifiant « forêt de chênes ». 

## Histoire
Un oppidum et une villa romaine ont été découverts sur la commune.
Chassigny possédait aussi au moyen-âge un château au lieu encore appelé "La citadelle" détruit au XVe siècle. Il n'en reste que quelques ruines aujourd'hui.
Le 3 octobre 1815, chute d'une météorite d'un type très rare, la météorite de Chassigny, la première chassignite connue (l'un des trois types de météorites martiennes).

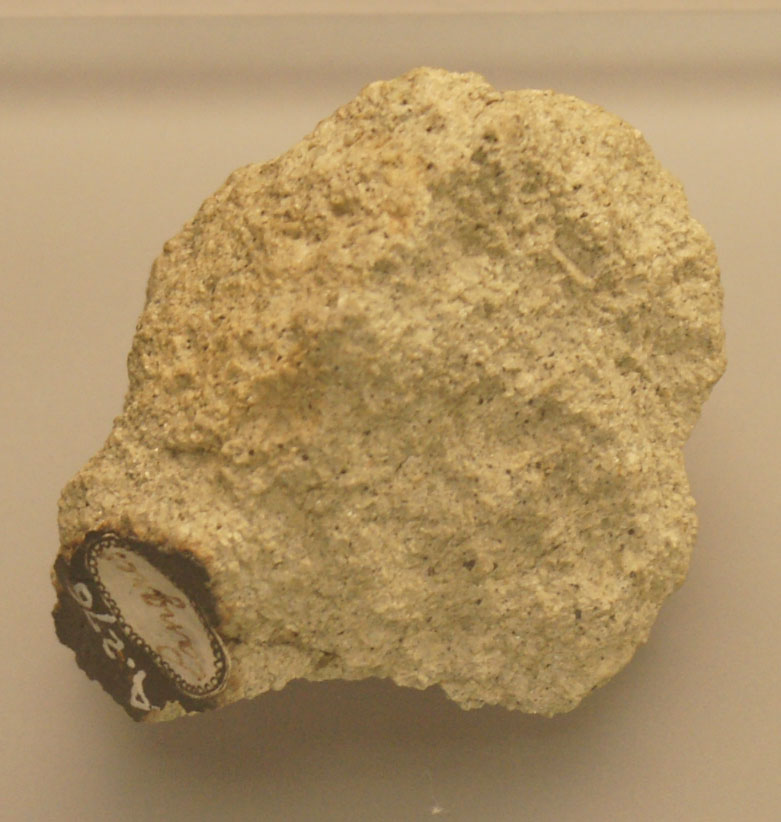
fragment de la météorite de Chassigny. (Muséum de Vienne Autriche)

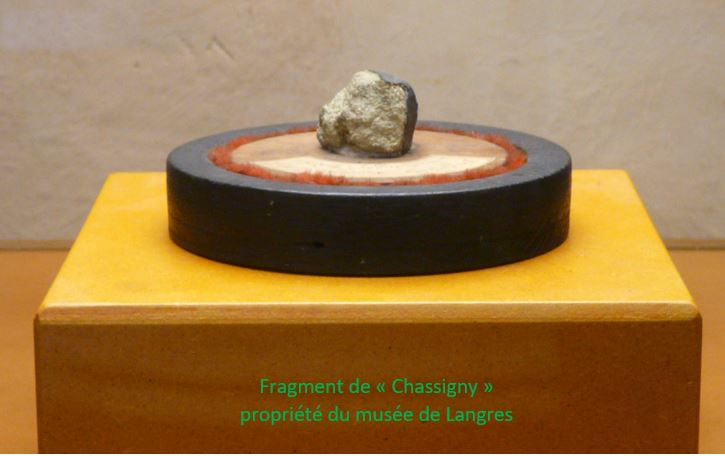
Longtemps oublié dans les archives du musée, ce fragment a été remis à l'honneur lors des manifestations du bicentenaire de la chute de la météorite en 2015.

## Lieux et monuments

### Patrimoine bâti
- Église Notre-Dame-en-son-Assomption des XIIe et XIIIe siècles. Classée Monument Historique le 28 octobre 1941.
- Grille du prieuré provenant de l'abbaye de Morimond, Inscrite à l'inventaire supplémentaire des monuments historiques en 1987.
- La maison Diderot.
- La maison du Chanoine de Regny.
- Pigeonnier de ferme.

### Patrimoine naturel
- Pelouse sèche de la combe Aux Fontenilles : site classé Natura 2000 et classé zone naturelle d'intérêt écologique, faunistique et floristique de type 1.
- Pelouse de Mourie.

## Galerie

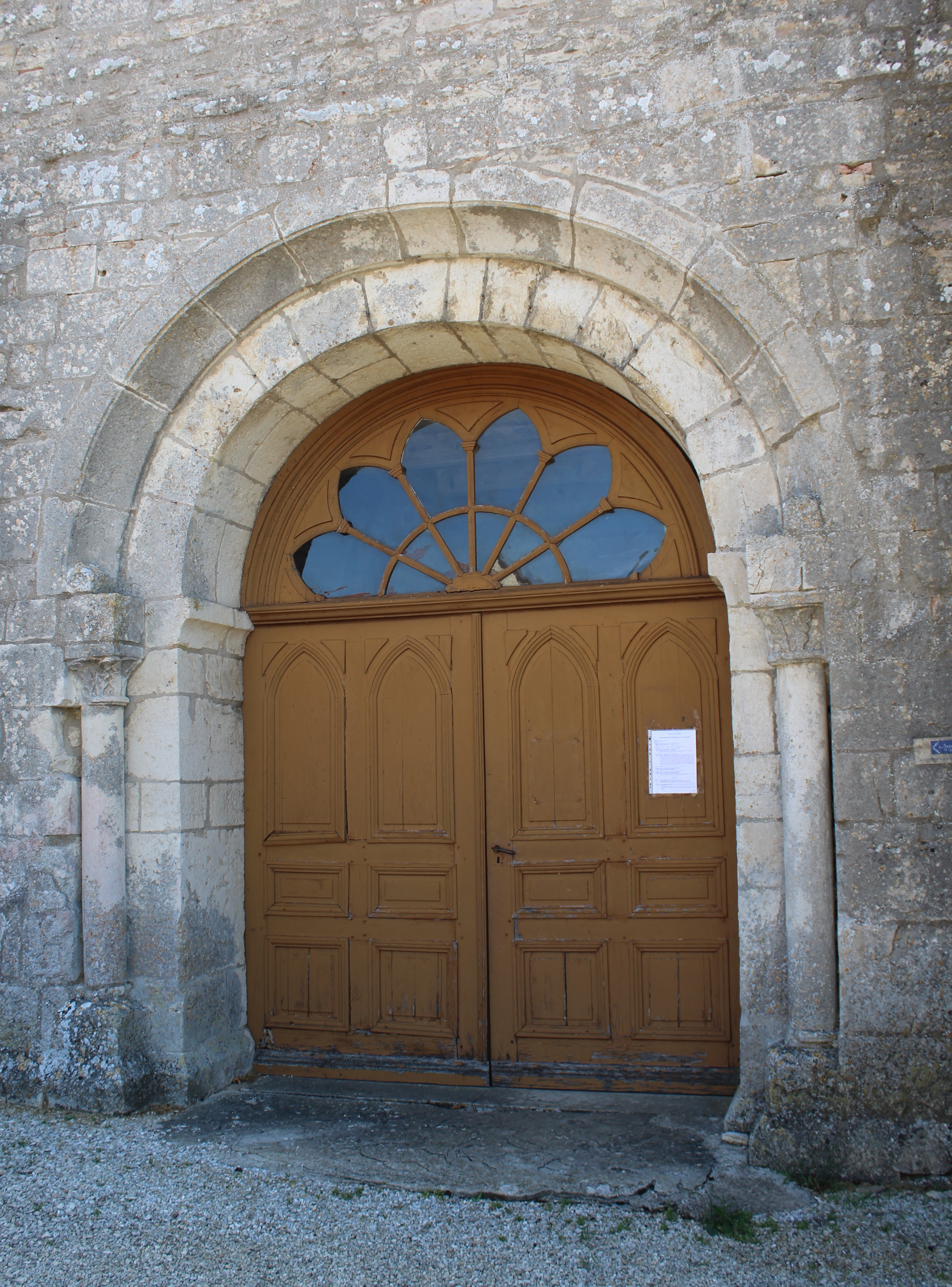
Le porche de l'église.
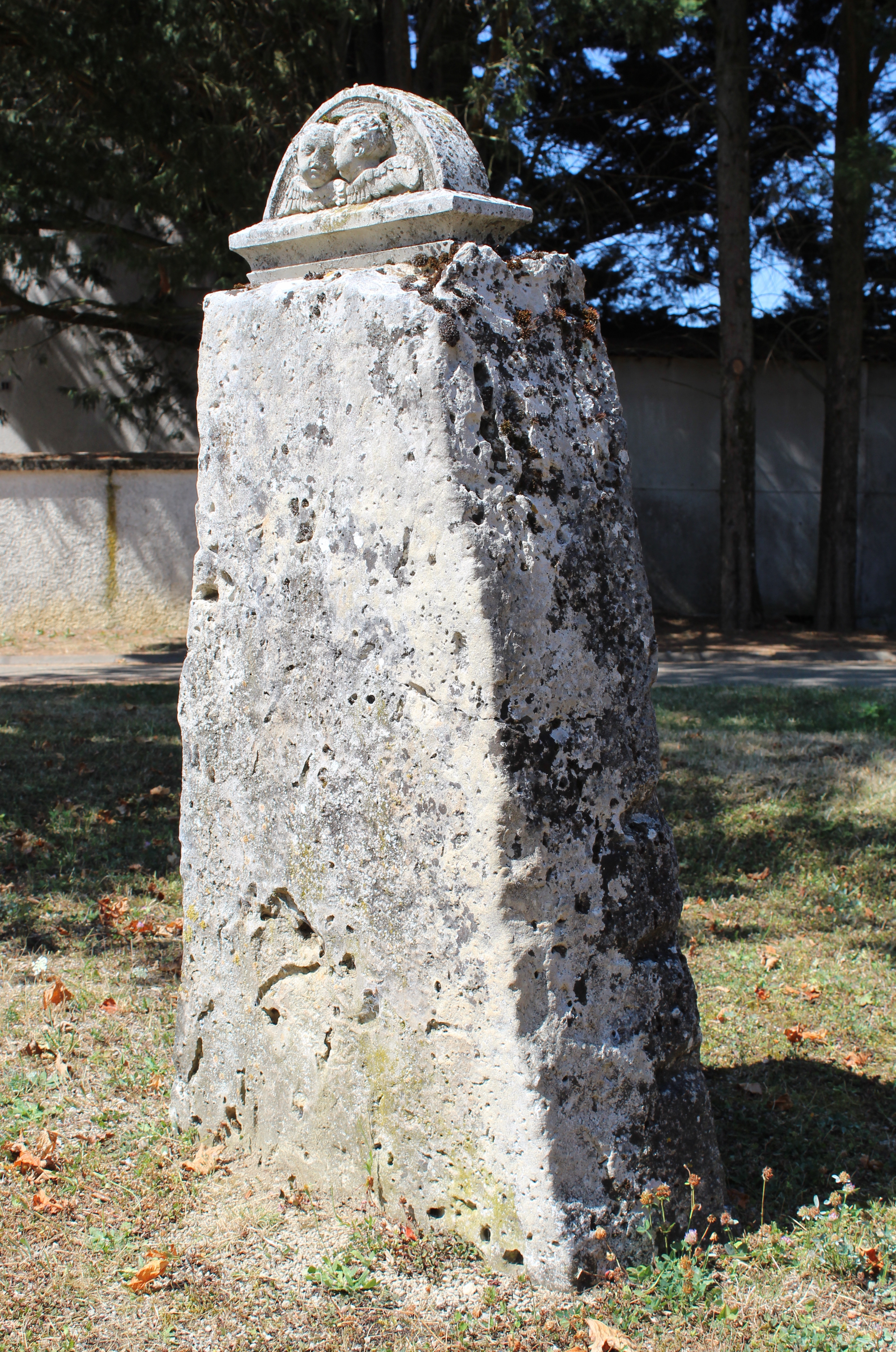
Ancienne borne.Il s'agit en fait d'une pierre de construction mise en place lors de la création de la place des Ecreignes à l'emplacement d'une ruine.
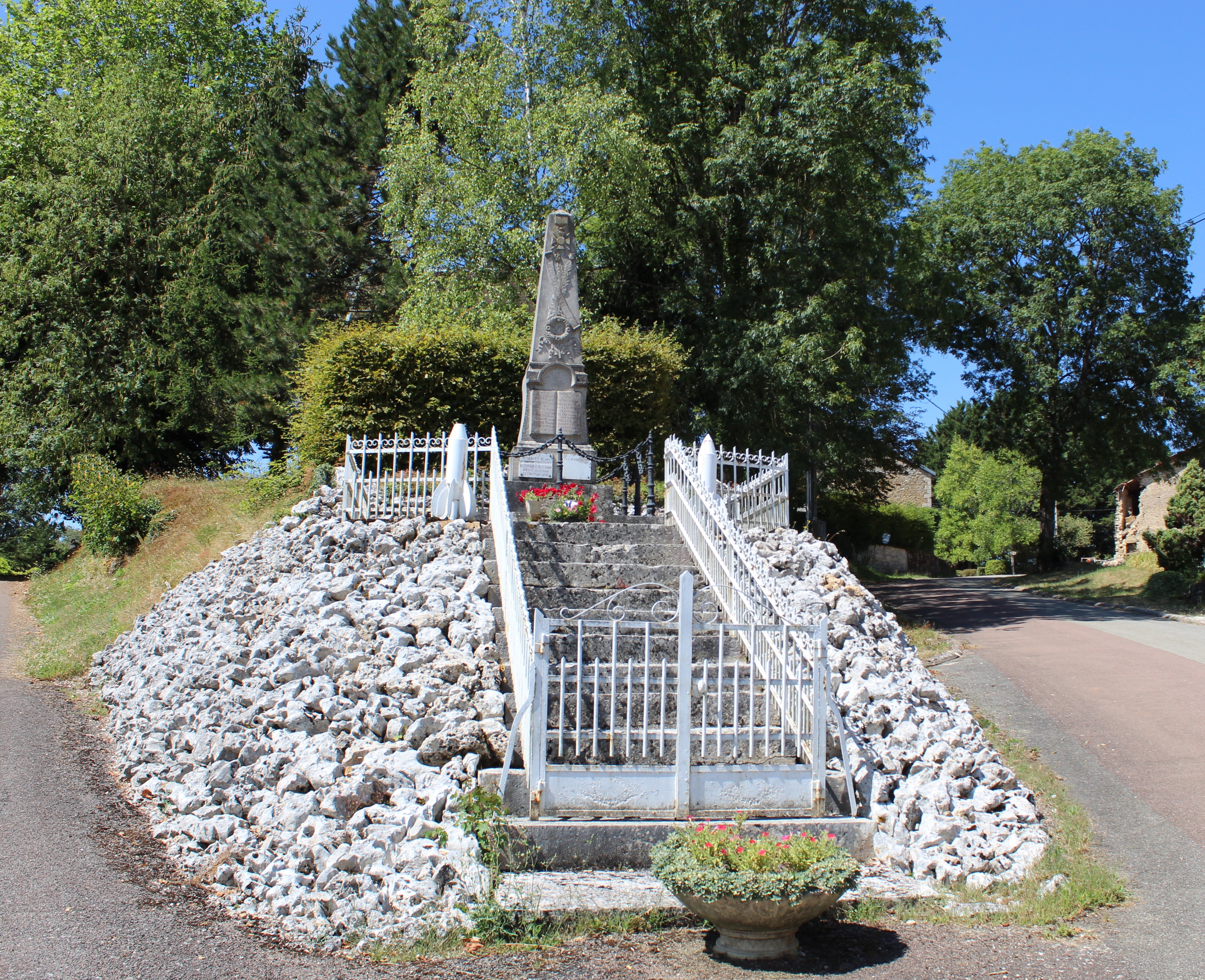
Le monument aux morts.
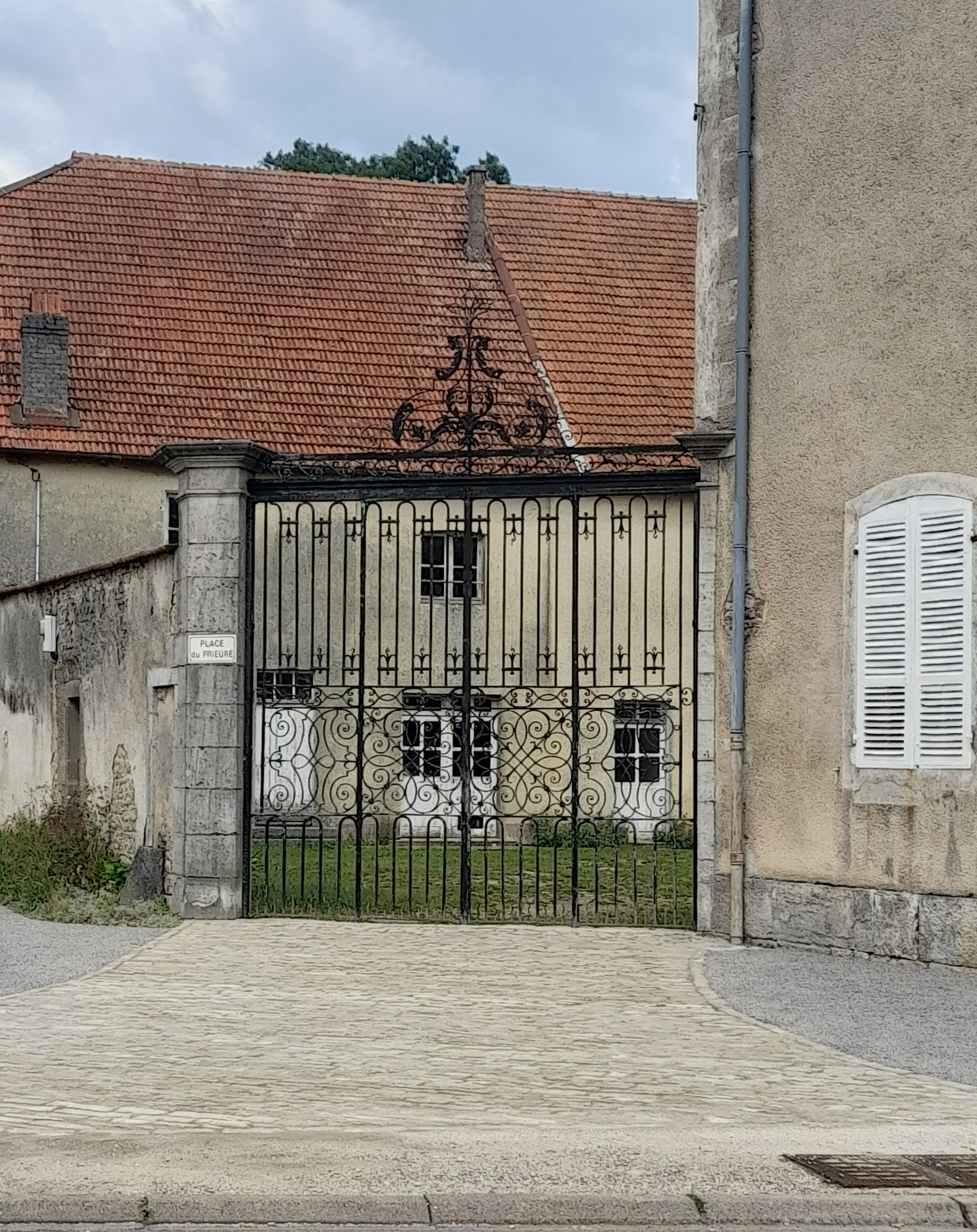
Grilles provenant de l'ancienne Abbaye de Morimond.

## Associations
- Aisey Amitié, association pour les ainés affilié à la fédération départementale génération mouvement.
- Société de chasse Saint-Hubert.
- Association des bouilleurs de cru de Chassigny.
- La Chassignite, association pour l'animation du village et l'entretien des bornes à incendie.
- Gym volontaire.
- Union Sportive de Chassigny (U.S.C.), 2 équipes de football adulte en 2e et 3e division/les enfants jouent avec Sud-52.
- Résurgences, compagnie de théâtre.
- Chassigny-1815-2015, Mise en valeur du patrimoine du village. Organise le bicentenaire de la chute de la météorite « Chassigny » le 3/10/2015.

## Vie locale

### Enseignement
La commune dispose d'une école maternelle et d'une école primaire avec une cantine et une garderie

### Équipements
- Bibliothèque municipale

### Activité des Associations
- Chorale de l'église
- Gym volontaire
- Gym Aisey Amitié
- Marche en été le lundi soir avec l'association la Chassignite
- Marche de septembre à juin le mercredi après-midi au départ de Chassigny avec les "Sorciers baladeurs de Chalindrey".

## Festivités
- Soirée lasagne, organisé par la Gym
- Soirée cancoillotte, organisé par l'U.S.C.
- Fête de l'école
- Galette des Rois
- Poule au pot
- 14-Juillet : repas, fête, retraite aux flambeaux
- 15-Août : fête patronale (Assomption), fête foraine, feu d'artifice
- Aisey amitié : jeu pour les ainés pendant l’hiver et diverses animations
- Loto du football
- Tournois de football
- Soirée au bar
- Vide-grenier des ainés/écoles

## Population et société

### Évolution démographique
L'évolution du nombre d'habitants est connue à travers les recensements de la population effectués dans la commune depuis 1793. Pour les communes de moins de 10 000 habitants, une enquête de recensement portant sur toute la population est réalisée tous les cinq ans, les populations de référence des années intermédiaires étant quant à elles estimées par interpolation ou extrapolation. Pour la commune, le premier recensement exhaustif entrant dans le cadre du nouveau dispositif a été réalisé en 2006.

En 2022, la commune comptait 246 habitants, en évolution de −0,81 % par rapport à 2016 (Haute-Marne : −4,62 %, France hors Mayotte : +2,11 %).
| 1793 | 1800 | 1806 | 1821 | 1831 | 1836 | 1841 | 1846 | 1851 |
| ---- | ---- | ---- | ---- | ---- | ---- | ---- | ---- | ---- |
| 530  | 586  | 598  | 574  | 645  | 653  | 664  | 688  | 707  |

| 1856 | 1861 | 1866 | 1872 | 1876 | 1881 | 1886 | 1891 | 1896 |
| ---- | ---- | ---- | ---- | ---- | ---- | ---- | ---- | ---- |
| 658  | 672  | 637  | 644  | 597  | 592  | 580  | 539  | 512  |

| 1901 | 1906 | 1911 | 1921 | 1926 | 1931 | 1936 | 1946 | 1954 |
| ---- | ---- | ---- | ---- | ---- | ---- | ---- | ---- | ---- |
| 506  | 443  | 431  | 364  | 356  | 329  | 299  | 296  | 313  |

| 1962 | 1968 | 1975 | 1982 | 1990 | 1999 | 2006 | 2011 | 2016 |
| ---- | ---- | ---- | ---- | ---- | ---- | ---- | ---- | ---- |
| 320  | 329  | 711  | 639  | 583  | 267  | 261  | 231  | 248  |

| 2021 | 2022 | - | - | - | - | - | - | - |
| ---- | ---- | - | - | - | - | - | - | - |
| 251  | 246  | - | - | - | - | - | - | - |

Les populations indiquées pour les recensements de 1975, 1982 et 1990 sont celles de la commune de Chassigny-Aisey, (fusion des communes de Chassigny, Coublanc, Dommarien et Granchamp pour 1975 et 1982 - de Chassigny, Coublanc, Dommarien pour 1990). Pour ces années, sur les limites territoriales en vigueur au 1er janvier 2003, les populations étaient de 313 (1975), 254 (1982) et 267 (1999).

## Honneurs
L'astéroïde (490628) Chassigny (it) a été nommé en son honneur.